# Christopher Geidt

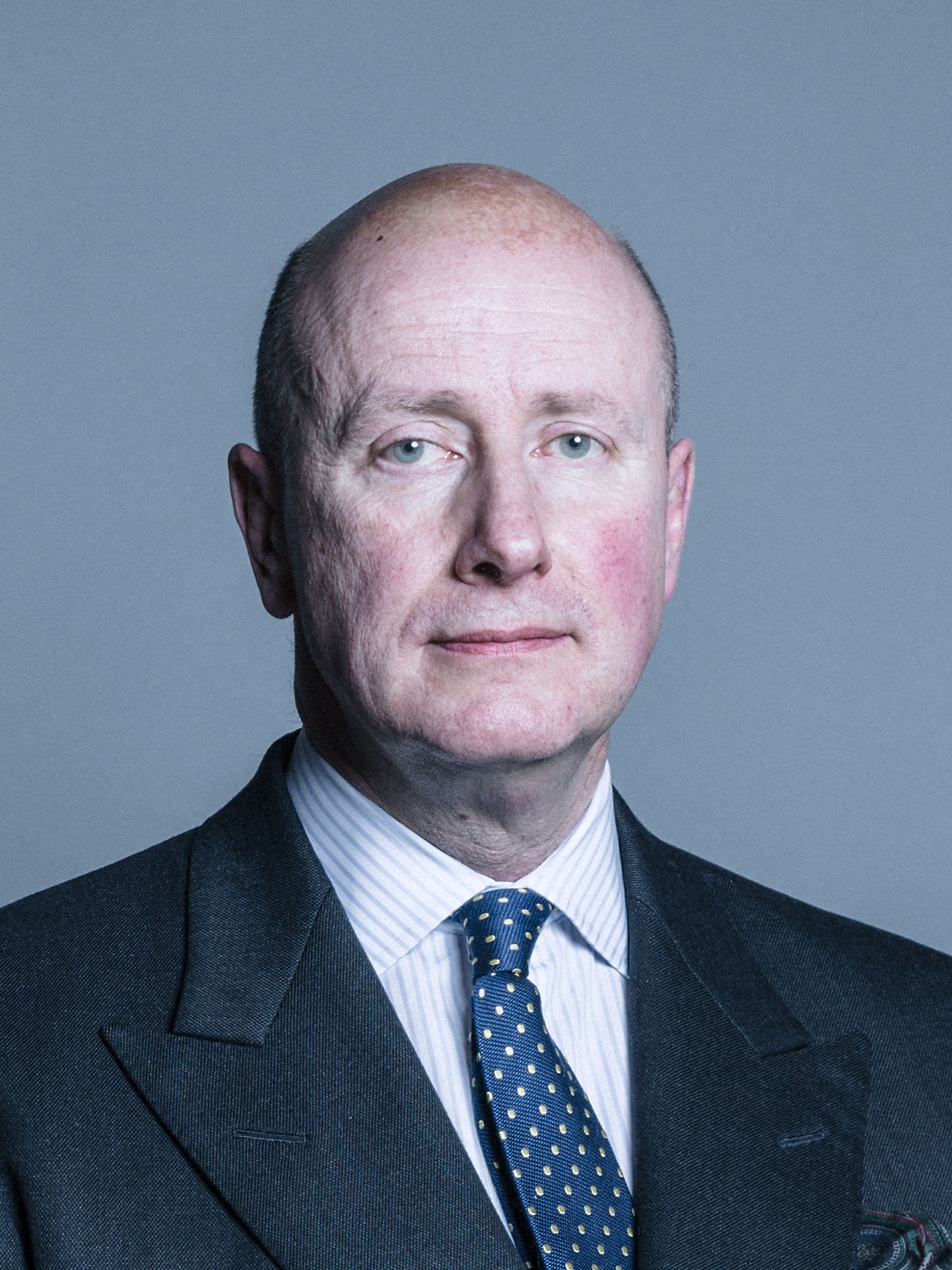
Christopher Geidt

Sir Christopher Edward Wollaston MacKenzie Geidt GCB, GCVO, OBE, PC (* 17. August 1961 in Marylebone, London) war von 2007 bis 2017 Privatsekretär von Königin Elisabeth II.

## Ausbildung
Seine Schulzeit verbrachte Geidt in den renommierten Schulen Dragon School in Oxford und im Trinity College in Glenalmond. Er studierte Militärwissenschaft am King’s College London und Internationale Beziehungen am Trinity Hall, Cambridge. Einige Gastsemester absolvierte er an den Universitäten von Bristol und Harvard sowie am Magdalen College, Oxford.

## Karriere
Er trat in die Scots Guards ein und besuchte bis 1983 die Royal Military Academy Sandhurst. Anschließend wechselte er als Offizier in den Intelligence Corps der Britischen Streitkräfte. 1987 wurde Geidt Vizedirektor des Royal United Services Institute for Defence Studies. Ab 1994 arbeitete er für das Außen- und Commonwealth Ministerium im diplomatischen Dienst in Sarajevo, Genf und Brüssel.
Geidt wechselte im Jahr 2002 in das Privatsekretäriat der Königin Elisabeth II., wurde 2005 stellvertretender Privatsekretär und 2007 Privatsekretär. Er ist auch Leiter des Königlichen Privatarchivs und Treuhänder der Royal Collection, des Silver Jubilee Trust und des Queen Elizabeth Diamond Jubilee Trust.
Als Privatsekretär der Königin ist er Mitglied des Goldenen Dreiecks, eines Verbindungsstabs von hochrangigen britischen Beamten. Die anderen beiden Mitglieder sind der Kabinettssekretär und der Kabinettschef des Premierministers. Sie haben eine wichtige Aufgabe im Falle eines hung parliament in Großbritannien, einem Wahlausgang ohne eindeutige Mehrheit, wie es zuletzt im Jahr 2010 vorkam.

## Weitere Referenzen
1991 verklagte Geidt zusammen mit Anthony de Normann den Journalisten John Pilger und den Fernsehsender Central Television wegen Behauptungen in der TV-Dokumentation Cambodia – The Betrayal. In dieser wurde den beiden unterstellt, in den 1980er Jahren in ihrer Eigenschaft als Mitglieder des britischen Special Air Service die kambodschanischen Roten Khmer in der Benutzung von Landminen und anderen Sprengkörpern trainiert zu haben. Geidt und de Normann gewannen den Prozess. Eine ähnliche Verleumdungsklage wurde gegen Ann Clwyd, damals Schattenministerin für Entwicklungshilfe (Shadow Minister for Overseas Development) angestrebt, welche sich öffentlich entschuldigen musste und alle Kosten des Prozesses trug.
Während und nach dem Bosnienkrieg gab es Verbindungen zwischen Geidt und den serbischen Führern inklusive Radovan Karadžić, Momčilo Krajišnik und General Ratko Mladić, alle angeklagt wegen Kriegsverbrechen, Völkermord und Verbrechen gegen die Menschlichkeit. Er assistierte 1996 dem Hohen Repräsentanten für Bosnien und Herzegowina Carl Bildt bei den Verhandlungen mit dem serbischen Präsidenten Slobodan Milošević für die Entfernung von Karadžić aus dem Präsidentenamt der Republika Srpska.

## Familie
1996 heiratete er Emma Charlotte Angela Neil, die jüngste Tochter von Patrick Neill, Baron Neill of Bladen.

## Orden und Auszeichnungen
|                                              | Knight Commander des Order of the Bath (KCB)                                            | 2014                                                  |
|                                              | Knight Commander des Royal Victorian Order (KCVO)                                       | 2011                                                  |
| Commander of the Royal Victorian Order (CVO) | 2007                                                                                    |                                                       |
|                                              | Mitglied des Privy Council (PC)                                                         | 2007                                                  |
|                                              | Offizier des Order of the British Empire (OBE)                                          | 1997 für den Dienst Britischer Interessen in Bosnien. |
|                                              | Gulf Medal                                                                              | 1991                                                  |
|                                              | Übergangsverwaltung der Vereinten Nationen für Osttimor UN-Medaille (Vereinte Nationen) |                                                       |
|                                              | European Union Monitoring Mission im ehemaligen Jugoslawien Medal (Europäische Union)   |                                                       |
|                                              | Queen Elizabeth II Diamond Jubilee Medal                                                | 2012                                                  |

Geidt ist außerdem Mitglied des King’s College London.